# Artega GT
La Artega GT è una coupé sportiva a motore centrale e due posti secchi, prodotta dalla casa automobilistica tedesca Artega presso la città di Delbrück. 

## Sviluppo

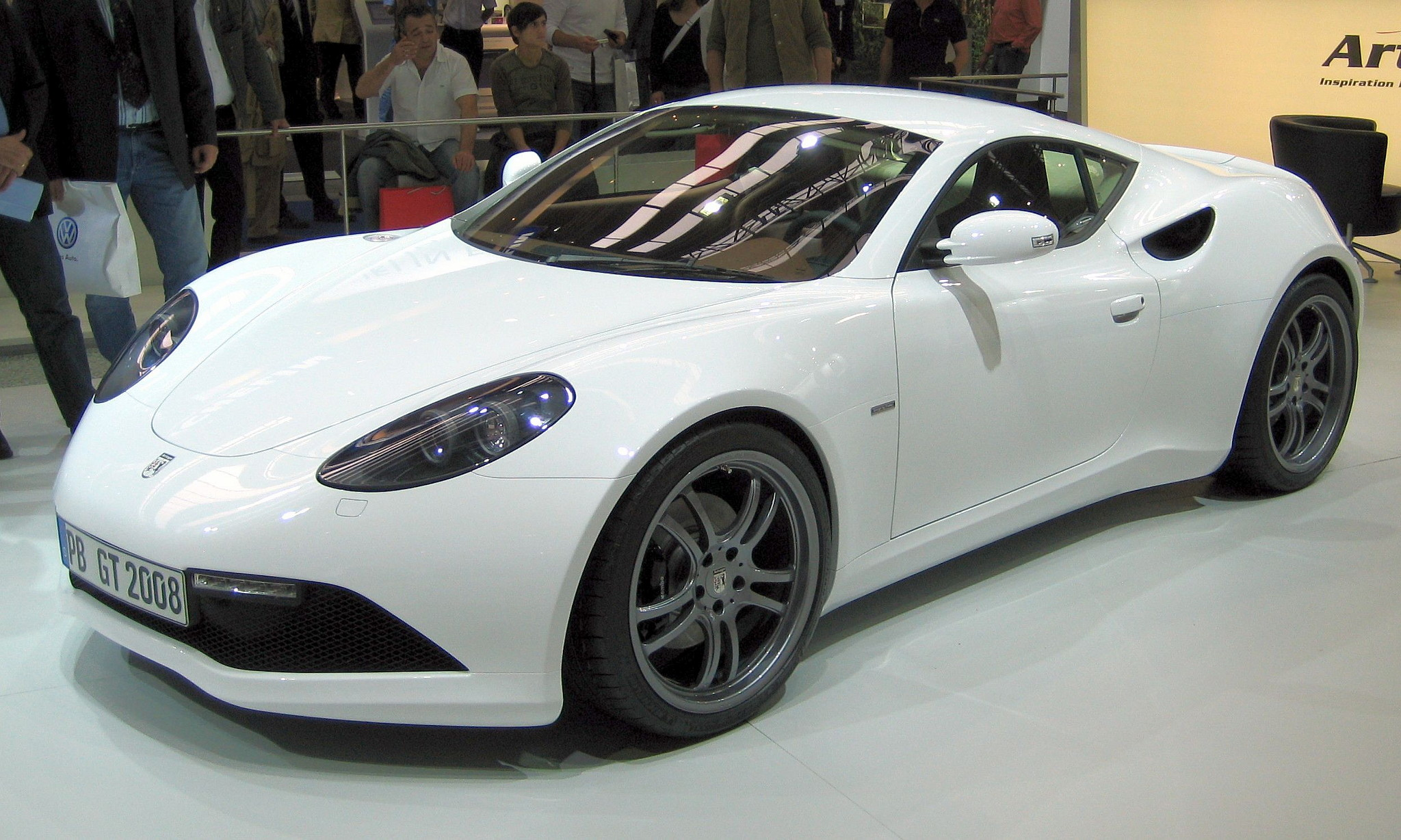
Esemplare di pre-serie esposto al Salone dell'automobile di Ginevra del 2007

Il progetto della vettura venne presentato per la prima volta al salone di Ginevra del 2007, mentre il modello definitivo fu proposto sempre a Ginevra l'anno successivo. Peraltro le vendite, per motivi organizzativi e logistici, sono iniziate soltanto nel 2009.
La vettura è stata progettata da Henrik Fisker, creatore della Aston Martin V8 Vantage, con l'obiettivo dichiarato ancorché ambizioso di fare concorrenza a blasonati marchi di auto sportive come Porsche, in particolare alla Porsche 911 e alla Porsche Cayman, e Lotus Cars.
Già in fase di progettazione si è cercato di ottenere un veicolo caratterizzato dalla leggerezza e da una linea fortemente aerodinamica, al fine di massimizzare le prestazioni, pur senza utilizzare propulsori particolarmente potenti e pesanti, nonché di ridurre i consumi.

## Tecnica
Il telaio del veicolo è realizzato in tubi di acciaio e pannelli di alluminio, mentre la carrozzeria è prevalentemente realizzata in fibra di carbonio, materiali che determinano il peso dichiarato di 1.285 kg.
L'unico propulsore attualmente disponibile è il 3,6 lt (3597 cm³), V6 a iniezione diretta prodotto dalla Volkswagen ed abbinato a un cambio a 6 marce, sempre di derivazione Volkswagen; il propulsore eroga 300 CV dichiarati a norma DIN, (220 kW) e fornisce 350 Nm di coppia motrice al regime di 2400/3500 giri/min. Da notare che analogo motore è presente sulla versione base della Porsche Cayenne.
Il sistema frenante è costituito da quattro dischi forati autoventilanti, abbinati a pinze di produzione Brembo all'anteriore e TRW al posteriore. I cerchi, in lega di alluminio, hanno un diametro di 19 pollici.
Il favorevole rapporto peso/potenza (4,28 kg/CV dichiarati) permette di accelerare da 0 a 100 km /h in 4,6 secondi, come dichiarato dalla Casa, con una velocità massima di circa 273 km/h.
L'abitacolo, di impostazione sportiva, prevede due posti secchi; è presente un bagagliaio anteriore dalla capacità dichiarata di circa 300 lt.
L'illuminazione è affidata a fari anteriori con tecnologia bixeno. Lo sterzo, di impostazione sportiva, è servoassistito.
Da notare la ridotta altezza e lunghezza del veicolo (rispettivamente 1.180 mm e 4.015 mm) che la rendono particolarmente compatta e filante, con dimensioni a metà strada tra la Lotus Elise e la Porsche Cayman.
Al Salone di Ginevra del 2012 verrà presentato il modello roadster, dotato di tetto asportabile, quindi in realtà si tratta di un modello targa.

## Produzione e vendita
La produzione era inizialmente prevista in 500 esemplari all'anno ma si è conclusa con 153 pezzi totali prodotti. In Europa la vettura venne distribuita esclusivamente in Germania, Svizzera e Liechtenstein. 
Il 30 settembre 2012 la casa ha dichiarato bancarotta. Nonostante il marchio sia stato comprato dalla casa Paragon AG è stato deciso di non produrre più la Artega GT.

## Versioni speciali

### Artega SE
Presentata presso il salone automobilistico di Ginevra del 2011, la Artega SE è la versione elettrica della GT. La vettura è stata creata con la collaborazione del Fraunhofer Institute. L'apparato propulsivo è composto da due motori elettrici che erogano una potenza totale di 380 CV. Essi permettono all'auto di accelerare da 0 a 100 km/h in 4,3 secondi, con punta massima di 250 km/h. Le batterie che alimentano i propulsori hanno un peso totale di 310 kg. Esse impiegano la normale corrente elettrica e da scariche possono essere ricaricate in 90 minuti.